# 桑河畔鲁德尼克
桑河畔鲁德尼克是波兰喀尔巴阡山省的一个镇。